# Horn-kielégíthetőség
A formális logikában a Horn-kielégíthetőség vagy a HORNSAT annak eldöntése, hogy az adott  Horn-klózok adott halmaza kielégíthető vagy nem. Alfred Hornról nevezték el a Horn-kielégíthetőséget, ahogyan a Horn-klózokat is.

## Alapvető fogalommeghatározások és terminológia
A Horn-klóz olyan klóz, amelyben legfeljebb egy pozitív  literál van, amelyet a klóz fejének nevünk, valamint tetszőleges számú negatív literál, amelyek a klóz testét alkotják. A Horn-formula egy Horn-klózok konjunkciójából képzett tételes formula.
A Horn-kielégíthetőség problémája lineáris időben megoldható.  A számszerűsített Horn-formulák igazságának eldöntése szintén megoldható polinomiális idő alatt. A Horn-kielégíthetőség polinomiális idejű algoritmusa az egységszaporítás szabályán alapul: ha a formula egyetlen literálból álló {\displaystyle l} klózt tartalmaz (egységklóz), akkor az összes olyan klóz, amely tartalmazza {\displaystyle l}-t (kivéve magát az egységklózt) eltávolítjuk, és minden olyan záradékot, amely tartalmazza {\displaystyle \neg l}-t, szintén eltávolítunk. A második szabály eredménye maga is lehet egy egységklóz, amelyet ugyanilyen módon szaporítunk. Ha nincsenek egységklózok, akkor a formula úgy teljesíthető, hogy az összes fennmaradó változót egyszerűen negáltra állítjuk. A formula kielégíthetetlen, ha ez a transzformáció ellentétes egységkifejezések párját {\displaystyle l} és {\displaystyle \neg l} generálja. A Horn-kielégíthetőség valójában az egyik „legnehezebb” vagy „legkifejezőbb” probléma, amelyről tudjuk, hogy polinomiális idő alatt kiszámítható, abban az értelemben, hogy P-teljes probléma.
Ez az algoritmus lehetővé teszi a kielégíthető Horn-formulák igazsághozzárendelésének meghatározását is: az egység klózban szereplő összes változót az adott egységklóznak megfelelő értékre állítjuk; az összes többi literált hamisra állítjuk. Az eredményül kapott hozzárendelés a Horn-formula minimális modellje, azaz az a hozzárendelés, amelyhez a változók minimális halmaza igaznak van rendelve, ahol az összehasonlítás a halmazbehatárolás segítségével történik.
Lineáris algoritmust használva az egységszaporításhoz, az algoritmus a képlet méretében lineáris.
A Horn-formulák osztályának általánosítása az átnevezhető-Horn-formulák osztálya, amely azon formulák halmaza, amelyek Horn-formába hozhatók egyes változóknak a megfelelő negációval való helyettesítésével. Az ilyen csere létezésének ellenőrzése lineáris idő alatt elvégezhető; ezért az ilyen formulák kielégíthetősége P-ben van, mivel megoldható úgy, hogy először elvégezzük ezt a cserét, majd ellenőrizzük a kapott Horn-formula kielégíthetőségét.  A Horn-féle kielégíthetőség és az átnevezhető Horn-féle kielégíthetőség a kielégíthetőség két fontos, polinomiális időben megoldható alosztályának egyike; a másik ilyen alosztály a 2-SAT.
A Horn-féle kielégíthetőségi probléma feltehető többértékű logikákra is. Az algoritmusok általában nem lineárisak, de némelyikük polinomiális; lásd Hähnle (2001, 2003) munkáit egy áttekintésért. 

## Duális Horn SAT
A Horn SAT duális változata a duális Horn SAT, amelyben minden klóznak legfeljebb egy negatív literálja van. Az összes változó negálása a duális Horn SAT egy példányát Horn SAT-á alakítja át. Horn 1951-ben bebizonyította, hogy a duális Horn SAT P-ben van.

## Lásd még
- Egységszaporítás

## Fordítás
- Ez a szócikk részben vagy egészben  a   Horn-satisfiability című angol Wikipédia-szócikk ezen változatának fordításán alapul.  Az eredeti cikk szerkesztőit annak laptörténete sorolja fel. Ez a jelzés csupán a megfogalmazás eredetét és a szerzői jogokat jelzi, nem szolgál a cikkben szereplő információk forrásmegjelöléseként.

## További irodalom
- Grädel, Erich. Finite model theory and its applications, Texts in Theoretical Computer Science. An EATCS Series. Berlin: Springer-Verlag (2007). ISBN 978-3-540-00428-8